# Plotosus anguillaris
Stribet koralmalle (latinsk navn bl.a. Plotosus anguillaris og plotosus lineatus) er en sydøstasiatisk malleart, som hovedsagelig lever i det Indiske Ocean, Atlanterhavet og siden 2022 også det østlige Middelhav. Den kan blive op til 32 cm lang. Den har giftpigge i ryggen og brystfinnerne som dets stik kan dræbe mennesker.